# Edgar Syers
Edgar Morris Wood Syers est un patineur artistique britannique né le 18 mars 1863 à Brighton et mort le 16 février 1946 à Maidenhead. Sa partenaire sur glace est sa femme Madge Syers.

## Biographie

### Carrière sportive
Avec Madge Syers, il est médaillé de bronze olympique aux Jeux olympiques de 1908. Il remporte aussi en solo une médaille de bronze au Championnat du monde.

## Palmarès
| Compétition           | 1899 |
| Championnats du monde | 3e   |

| Compétition     | 1908 |
| Jeux olympiques | 3e   |